# Estación Higashi-Shinjuku
La estación Higashi-Shinjuku (東新宿駅 Higashi-Shinjuku-eki?) se encuentra ubicada en el barrio especial de Shinjuku, en la prefectura de Tokio, Japón. Funcionan en ella, las líneas Fukutoshin y Oedo, operadas por Tokyo Metro y Toei e identificadas como F-12 y E-02 respectivamente.
Las plataformas de la Línea Fukutoshin abrieron el 14 de junio de 2008, y las de la Línea Oedo el 12 de diciembre de 2000. Las plataformas de la línea Fukutoshin, se encuentran en 2 niveles, y cuentan con vías de sobrepaso para permitir servicios rápidos.

## Otros transportes
- Toei Bus
  - Línea 86: Hacía las estaciones de Shibuya e Ikebukuro.
  - Línea 77: Hacía terminal de autobuses de Waseda y Shinjuku.
  - Línea 71: Hacía las estaciones de Kudanshita y Takadanobaba.
  - Línea 75: Hacía terminal de autobuses de Shijuku.
  - Línea 74: Hacía terminal de autobuses de Shijuku y el Hospital universitario de mujeres de Tokio.

## Sitios de interés
- Sede de Nissin Foods
- Kabukichō
- Oficina pública de empleo
- Santuario de Kabukichō
- Hospital Ohkubo
- Universidad médica de Tokio

## Imágenes

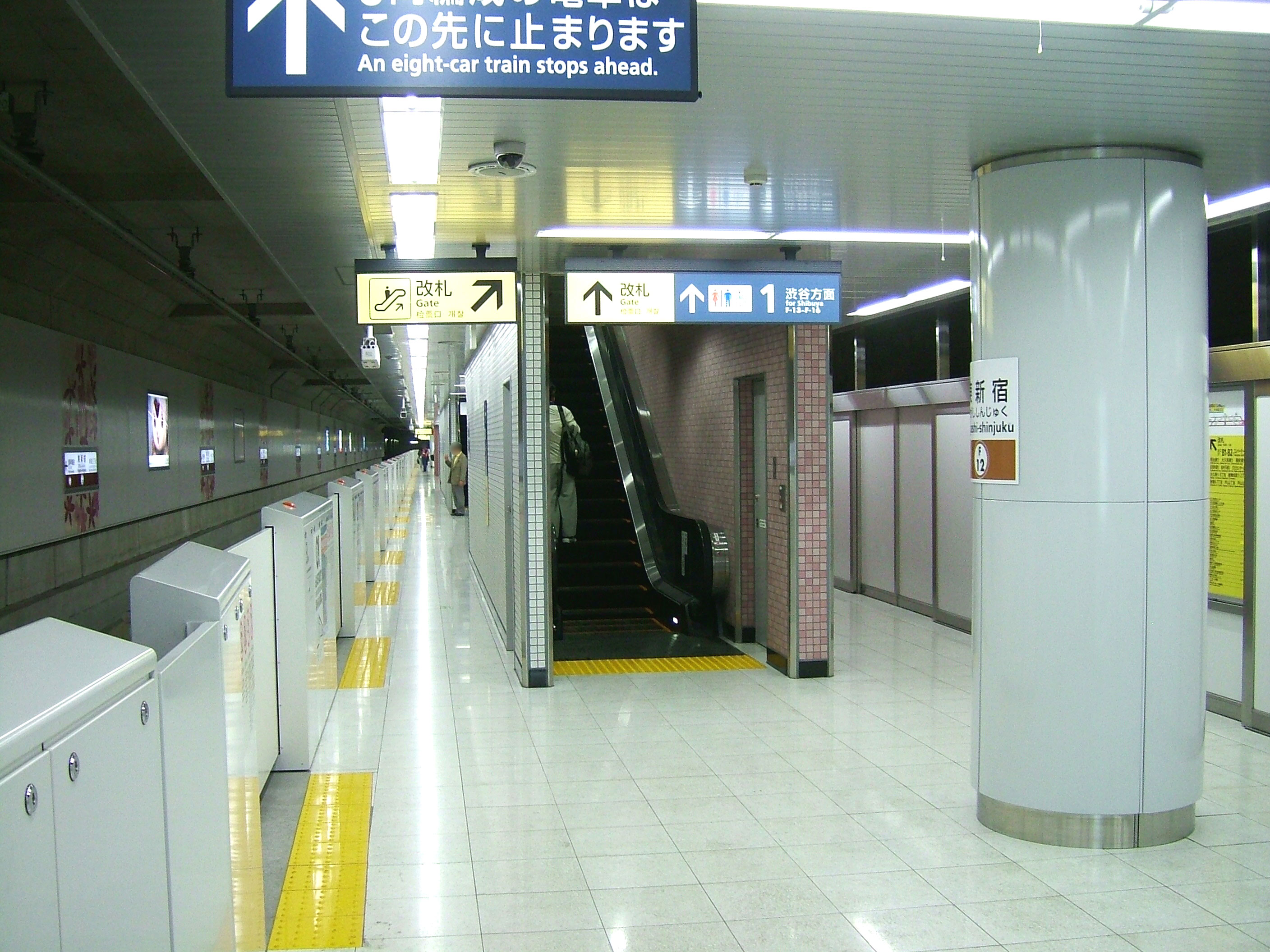
Andén de la plataforma 2 de la línea Fukutoshin
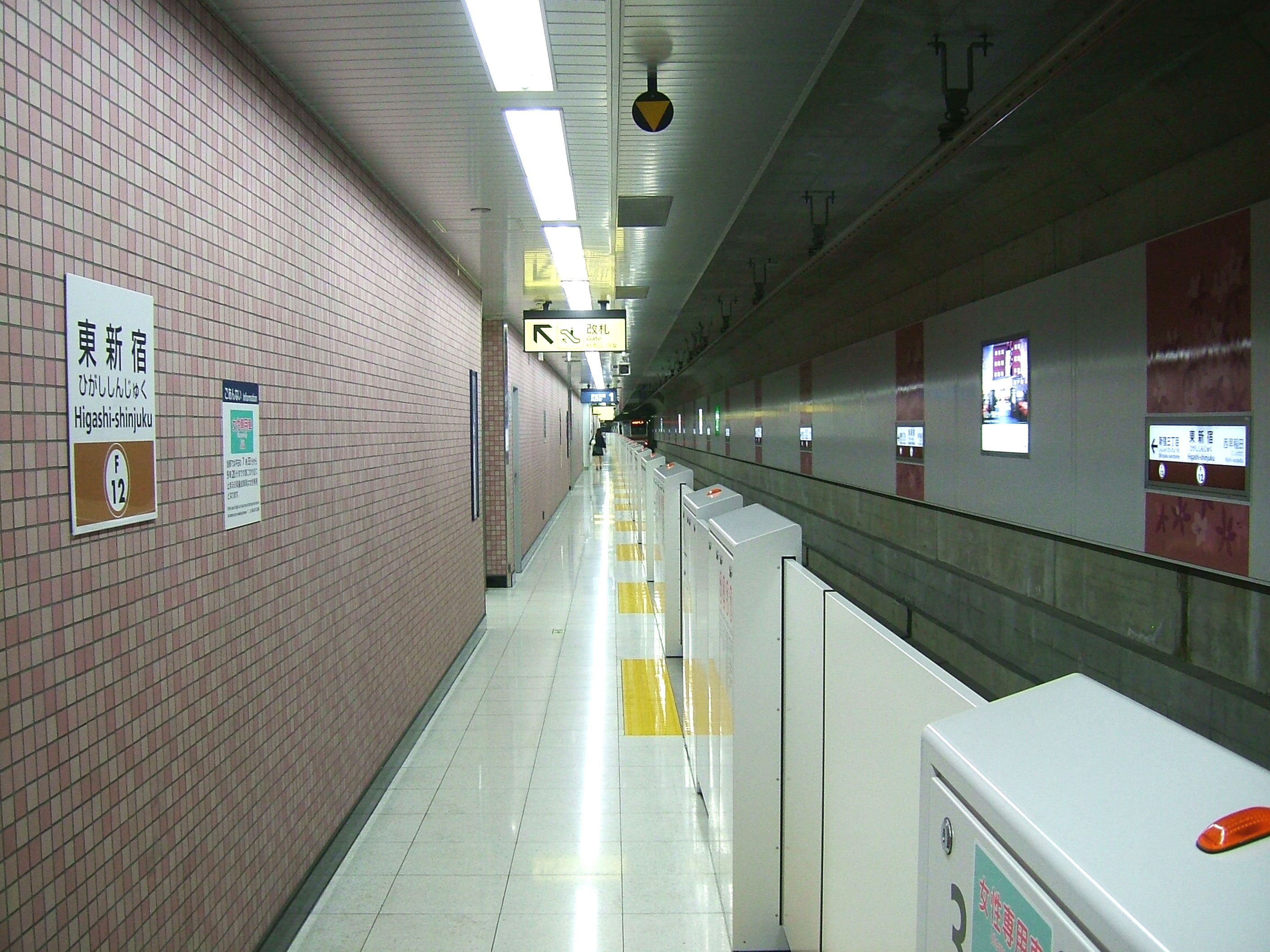
Andén de la plataforma 1 de la línea Fukutoshin
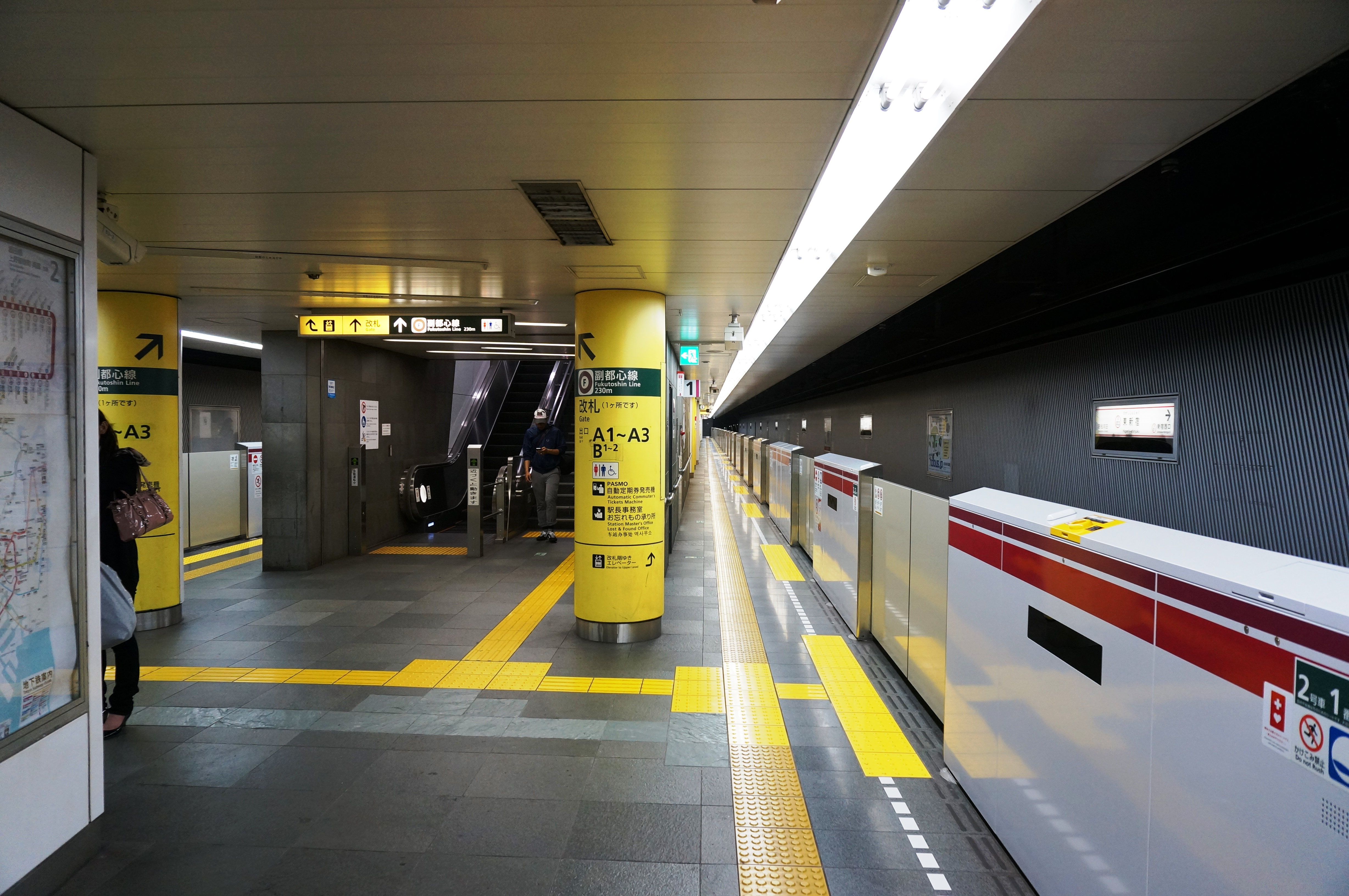
Andén de la línea Oedo
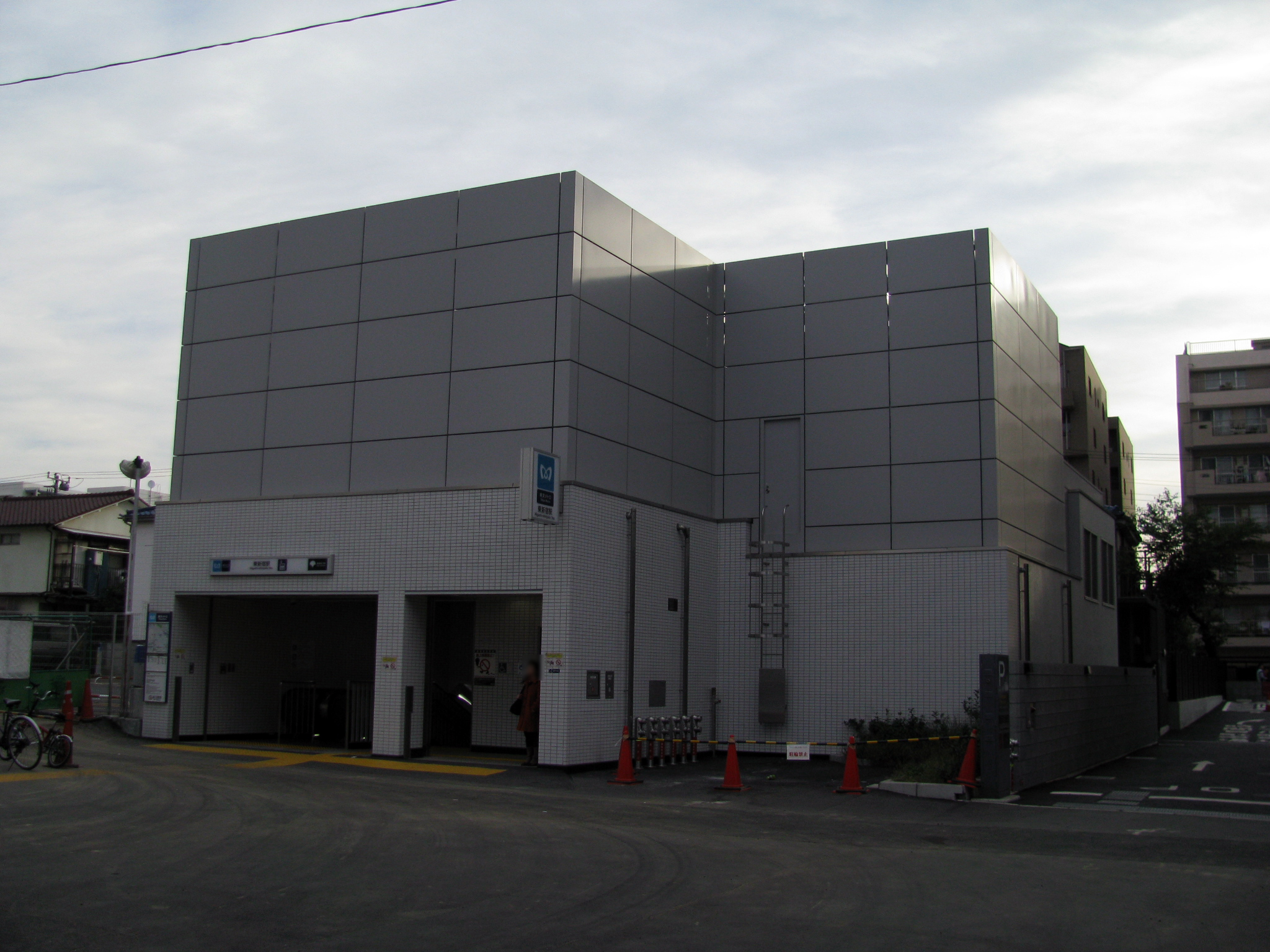
Uno de los accesos a la estación
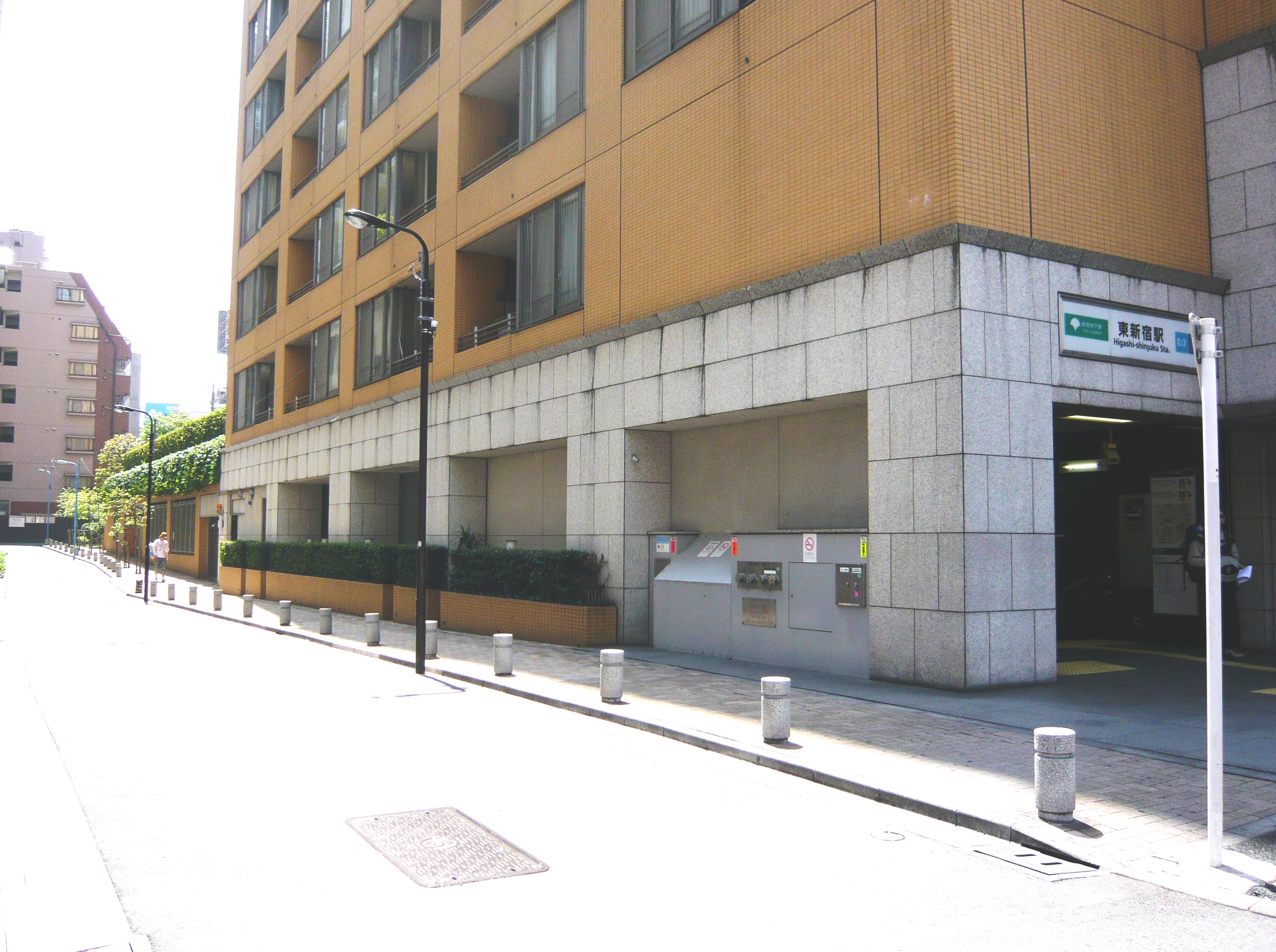
Uno de los accesos a la estación
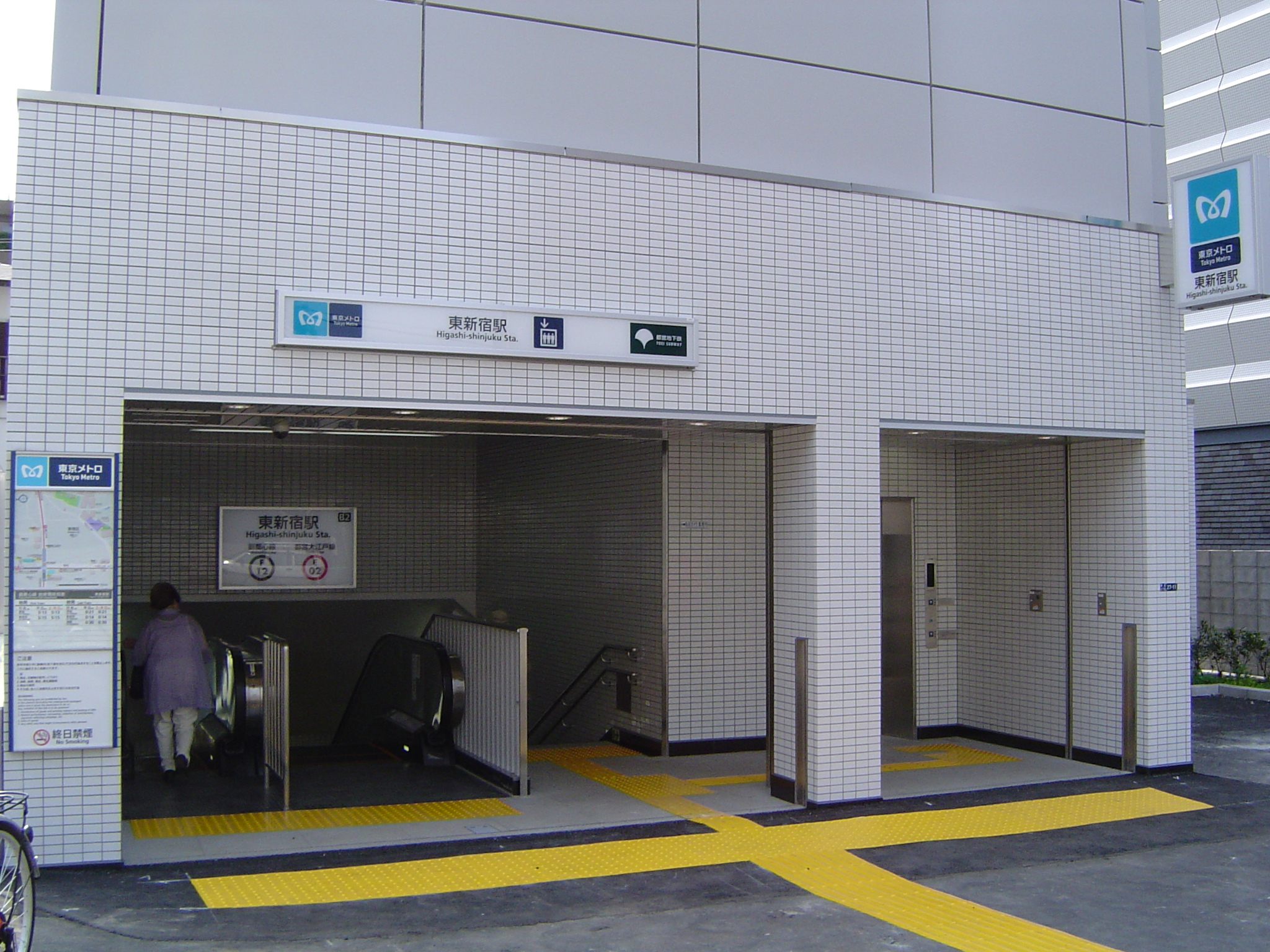
Uno de los accesos a la estación